# 21500 Vazquez
21500 Vazquez este un asteroid din centura principală de asteroizi.

## Descriere
21500 Vazquez este un asteroid din centura principală de asteroizi. A fost descoperit pe 22 mai 1998 la Stația Anderson Mesa în cadrul programului LONEOS. Asteroidul prezintă o orbită caracterizată de o semiaxă mare de 2,33 ua, o excentricitate de 0,12 și o înclinație de 4,3° în raport cu ecliptica.